# Chrysolina pliginskii
Chrysolina pliginskii é uma espécie de artrópode pertencente à família Chrysomelidae.